# Роботизация
Роботизация — внедрение промышленных роботов в производственные процессы. В отличие от автоматизации производства, предполагающей внедрение АСУ (автоматизированная система управления), роботизация предполагает внедрение роботов. Целью роботизации является повышение производительности по сравнению с ручным трудом, бо́льшая точность обработки или диагностики, и.т.п. 

## История
Традиционно под роботом понимается станок, который возможно перепрограммировать под изменившуюся геометрию задачи или под совершенно иную задачу. Это принципиально отличает роботизацию от так называемой жёсткой автоматизации (hard automation).
С 70-х годов XX века робот-манипулятор с шестью поворотными суставами стал де-факто стандартным решением и выпускается многими мировыми производителями. Модельный ряд манипуляторов большинства производителей включает в себя модели нескольких размеров, отличающиеся рабочим радиусом и максимальной допустимой нагрузкой (payload). В 70-80-е гг. XX века всё ещё выпускались роботы с 4 и 5 степенями свободы под соответствующие задачи, которые не имели универсального дизайна: роботы разных производителей существенно отличались по характеристикам и назначению.
Именно шесть степеней свободы (шесть суставов робота) достаточны для того, чтобы подвести инструмент (сканер, электрод, дозатор и т. д.) к любой точке в рабочем радиусе от начального положения последнего, шестого звена с любой необходимой ориентацией инструмента в пространстве. Формально — подвести инструмент в заданную точку с координатами (x, y,z) и положением, которое описывают углы Эйлера, (φ,θ,ψ).
В 2010-е годы появился большой рынок б/у роботов за счет активной роботизации в КНР.

## Примеры
Ниже приведены наиболее распространенные производственные задачи роботизации с применением промышленных роботов:
- Электрическая дуговая сварка
- Инспекция изделий и неразрушающий контроль
- Дозаторы клея
- Покраска изделий
- Загрузка, размещение коробок в логистике
- Перемещение деталей в производстве, например, между двумя производственными линиями
- Некоторые виды механической обработки поверхности

## География
Страны-лидеры по количеству роботов на одного работника:
- Республика Корея
- Сингапур
- Германия
- Япония
- КНР

Важно отметить, что в 2022 году на КНР пришлись более 50 % от общего числа установок новых роботов.
В списке крупнейших экспортёров промышленных роботов на Японию приходятся более 30 % реализованных роботов:
- Япония
- Германия
- КНР
- Дания
- Италия

## Социально-экономические аспекты

### В мире
В последние годы в мире и в России появилось множество статей о социальных рисках (безработица, неравенство и прочее), связанных с внедрением новых «безлюдных» технологий. Есть риск, что существенное число рабочих мест будут автоматизированы, что потребует переобучения и поиска новых мест и форм занятости для миллионов специалистов; в России — около 44 % работников, потенциально подвержено этим процессам. В экономике действуют компенсационные механизмы и различные барьеры, снижающие скорость подобных изменений и способствующие адаптации рынков труда. Среди таких механизмов: переобучение и повышение квалификации рабочей силы (STEAM), развитие новых отраслей (например, ИКТ, креативные индустрии), развитие предпринимательства и др.
В исторической перспективе технологический прогресс создавал больше рабочих мест, чем сокращал; а старое поколение постепенно уходило с рынка труда по мере смены технологий. Но есть риск, что скорость изменений после 2020 г. может быть слишком высока, и часть населения будет не готова к постоянному обучению и конкуренции с роботами. Они сформируют так называемую «экономику незнания».
Кризис 2020 г. ускорил цифровую трансформацию экономики: удаленная работа, онлайн-обучение, заказы через Интернет, автоматизация процессов и т. д. и снова обострил дискуссию о социальных рисках цифровизации и автоматизации.

### В России
Как было отмечено на нескольких тематических форумах, в России имеет место дефицит кадров, имеющих прикладной опыт работы с роботами, в том числе по причине оттока молодых специалистов в ИТ-отрасль. Распространённой проблемой также является невозможность самостоятельно выполнить технико-экономическое обоснование проекта по роботизации специалистами предприятия.